# Congreso de Tucumán (métro de Buenos Aires)
Pour les articles homonymes, voir Congrès de Tucumán.
Congreso de Tucumán est une station de métro à Buenos Aires, en Argentine. Terminus nord-ouest de la ligne D du métro de Buenos Aires, elle a ouvert le 27 avril 2000.